# بنيامين باير
بنيامين باير (بالألمانية: Benjamin Baier)‏ (23 يوليو 1988 في ألمانيا - ) هو لاعب كرة قدم ألماني في مركز الوسط. لعب مع آر بي لايبزيغ ودارمشتات 98 وروت فايس إيسن وكيكرز أوفنباخ.

## وصلات خارجية
- بنيامين باير على موقع قاعدة بيانات كرة القدم.إي يو (الإنجليزية)
- بنيامين باير على موقع بيانات كرة القدم. دي إي (الألمانية)
- بنيامين باير على موقع Soccerway.com (الإنجليزية)
- بنيامين باير على موقع عالم كرة القدم.نت (الإنجليزية)